# Paco Alcalde
Francisco Alcalde Morcillo plus connu sous l'apodo « Paco Alcalde », né le 4 novembre 1951 à Alamillo (Espagne, Province de Ciudad Real, communauté autonome de Castille-La Manche), est un matador espagnol.

## Présentation et carrière
Il commence sa carrière en prenant part à de nombreuses capeas. Ses origines modestes lui valent la sympathie du milieu taurin où il est « adopté » comme novillero dès 1971 dans des novilladas piquées où il s'annonce comme un torero prometteur. Il prend son alternative le 14 avril 1974 à Barcelone (Espagne) avec pour parrain, Curro Romero et pour témoin Carlos Ruiz Escolar Martín « Frasscuelo » devant un taureau de l'élevage Juan Mari Pérez-Tabernero. Il confirme à Madrid le 21 mai 1975, avec pour parrain, Francisco Ruiz Miguel et pour témoin El Niño de la Capea. C'est une année faste pour le torero qui participe cette année-là à plus de 75 corridas. Le compositeur Joaquín Rodrigo a créé en son honneur un pasodoble para Paco Alcalde  en 1975 encore joué de nos jours. Les années suivantes, il se montre assez brillant. Entre 1976 et 1978, il totalise plus de 150 corridas.
Mais après quelques graves blessures, les contrats se font plus rares. Alcalde part pour quatre ans en Amérique latine, et lorsqu'il revient, il ne trouve toujours pas de contrats. Il décide alors de se faire banderillero.
Il reste cependant dans les mémoires pour les quatre années pendant lesquelles il a été une figura.